# Krévinci
Krévinci byli Votové žijící v Lotyšsku ve městě Bauska. Do Lotyšska byli přivedeni v 15. století řádem německých rytířů jako váleční zajatci, později se však asimilovali a vymizeli někdy v polovině 19. století. Mluvili krévinským nářečím votštiny.
Název krieviņi pochází z lotyšského slova krievs, což v překladu znamená „Rus“. Později se tvary tohoto slova – Krievini a Krievinš – staly i příjmeními a odkazovaly tak na krévinský (nebo také ruský) původ. Krévinský původ měl např. lotyšský básník Rainis nebo herec Uldis Dumpis.

## Historie

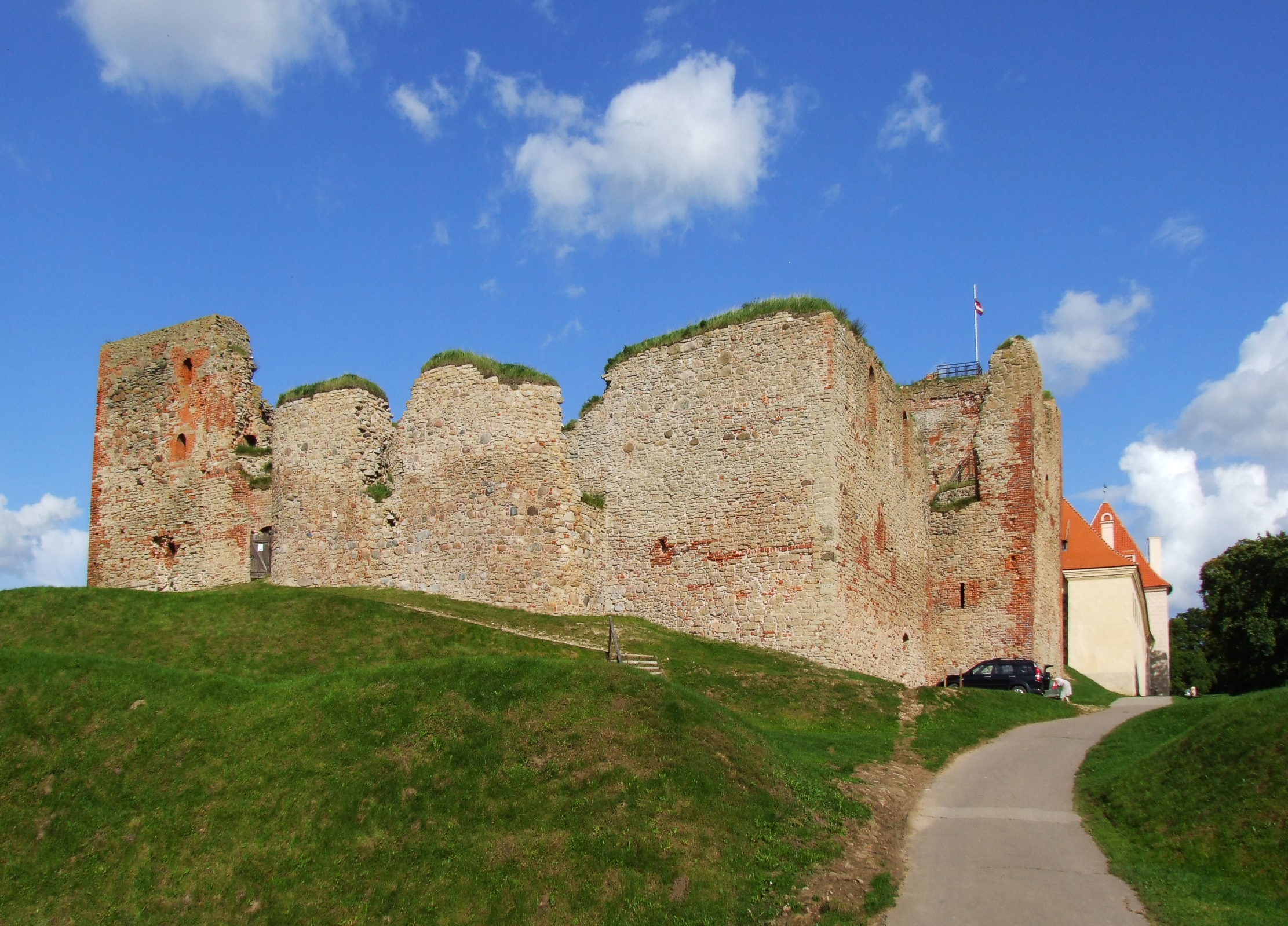
Hrad v Bausce postavený Krévinci

Votští předci Krévinců pocházeli z Ingrie. Od 13. století se však Ingrie stala cílem zájmu katolické církve. Livonští rytíři na ingrijském území postavili také hrad Kaprio (Koporje), nicméně později se ho museli vzdát. V letech 1444–47 podnikl livonský zemský mistr Heidenreich Vinke von Overberg válečné tažení do Ingrie. Během kampaně získal zhruba 3000 votských válečných zajatců a poslal je do města Bauska na jihu tehdejšího Livonska, kde byli donuceni pracovat na stavbě místního hradu. Mnoho původních obyvatel (Zemgalců) totiž předtím zemřelo na mor, a tudíž se pracovní síla potřebná k výstavbě hradu musela přivést odjinud. Po dokončení hradu zůstali Votové v Bausce a stali se rolníky.
První písemná zmínka, v níž se uvádí jméno Krévinců, pochází z roku 1636. Ještě roku 1805 se odhadovalo, že v Bausce a jejím okolí žije zhruba 1200 Krévinců, nicméně podle místního kněze Karla Lutzaua zbývalo v roce 1810 jen 12–15 lidí, kteří stále mluví krévinským dialektem votštiny. Finský lingvista Anders Johan Sjögren po své výzkumné cestě v roce 1846 usoudil, že už z této oblasti votština téměř vymizela. Od této doby nejsou už o Krévincích žádné další zmínky. V roce 1871 Ferdinand Johann Wiedemann jako první prokázal spojitost mezi Voty a Krévinci.